# Mimetus bigibbosus
Espèce
Mimetus bigibbosus est une espèce d'araignées aranéomorphes de la famille des Mimetidae.

## Distribution
Cette espèce se rencontre au Panama et au Mexique.

## Publication originale
- O. Pickard-Cambridge, 1894 : Arachnida. Araneida. Biologia Centrali-Americana, Zoology. London, vol. 1, p. 121-144 (texte intégral).